# Francisco Boix, un fotógrafo en el infierno
Francisco Boix, un fotógrafo en el infierno es un documental dirigido por Lorenzo Soler sobre la vida del fotógrafo Francisco Boix, militante comunista y exiliado republicano que junto a sus compañeros sufrió el cautiverio en el campo de concentración nazi de Mauthausen.
En el documental se reúnen los testimonios de muchos compañeros de Boix, que falleció en París en 1951, sobre su vida, que había comenzado en la Barcelona de los años 1920. Se muestran muchas de las fotografías que Boix consiguió evitar que fuesen destruidas y que permiten ver algunos aspectos de la realidad del campo de concentración de Mauthausen. También están presentes las imágenes y el sonido de la declaración en el Proceso de Nuremberg, en apoyo de la acusación contra algunos de los principales criminales nazis.
Este documental recibió varias distinciones, entre las que cabe destacar el Premio del Festival de Cine histórico (Pessac, Francia). Fue candidato a los Premios Emmy internacionales 2000.